# Alternanthera flosculosa
Alternanthera flosculosa là loài thực vật có hoa thuộc họ Dền. Loài này được J.T.Howell mô tả khoa học đầu tiên năm 1933.